# Fasterna kyrka
Fasterna kyrka är en kyrkobyggnad i Fasterna. Den är församlingskyrka i Fasterna församling i Uppsala stift.

## Kyrkobyggnaden
Kyrkan har medeltida ursprung men har blivit kraftigt ombyggd vid början av 1800-talet. Byggnadsmaterialet är tegel och i viss mån gråsten. Kyrkans planform är ett stort, likarmat kors och ovanför korsmitten vilar ett kupoltorn av tegel och trä. Förebild anses ha varit Adolf Fredriks kyrka i Stockholm. Ytterväggarna är spritputsade och målade i gult och vitt. Korsarmarna täcks av valmade sadeltak klädda med plåt medan tornet täcks av en kopparklädd tornhuv. Alla korsarmar utom den östra har portaler. Sakristian är inhyst i östra korsarmens östparti och avskiljs från koret med en tegelvägg. Kyrkorummet täcks av vitputsade trävalv där korsmitten har ett slags kryssvalv, medan korsarmarna har tunnvalv. Innerväggarna är vitputsade och genombryts av bågformiga fönster som släpper in rikligt med ljus. Under koret i östra korsarmen finns ett underjordiskt gravvalv från 1600-talet för ätten Oxenstierna på Mörby slott. Kyrkans byggnadsmaterial skall till viss del ha tagits från slottet efter att det övergivits och förfallit.

### Tillkomst och ombyggnader
Ursprungliga kyrkan hette Esterna kyrka och uppfördes någon gång på medeltiden. Socknen omnämns för första gången 1303 och kyrkan fanns möjligen redan då. Medeltidskyrkan var byggd av gråsten och hade samma bredd som nuvarande kyrka. Under 1400-talet försågs kyrkorummet med tegelvalv. Liksom de flesta medeltidskyrkor i trakten hade den vapenhus i sydväst och sakristia i nordost. På 1600-talet byggdes kyrkan ut åt öster och fick ett tresidigt kor. Under det nya koret inreddes ett gravvalv för familjen Oxenstierna. Ett kopparstick i Suecia antiqua et hodierna visar hur kyrkan såg ut efter ombyggnaden. Långhuset täcktes av ett valmat tak som hade en sirlig takryttare över östra taknocken. Kyrkfönstren var då stora och rundbågiga från att tidigare troligen ha varit små.

### Ombyggnad till nuvarande utseende
Mot slutet av 1700-talet kom verksamheten på Rånäs bruk igång på allvar och invånarna i grannsocknen Fasta blev alltmer talrika. Sockenkyrkan i Fasta räckte inte till och var dessutom förfallen. Tanken uppväcktes att de båda socknarna Fasta och Esterna skulle bygga en gemensam kyrka. 1797 slogs de båda medeltida socknarna samman och fick namnet Fasterna socken. Ritningar till ny kyrka uppvisades 1796 av akademibyggmästaren Johan Neosander i Uppsala och bearbetades av arkitekten Olof Tempelman. Nya kyrkan uppfördes på Esterna kyrkas grund så långt den räckte. Esterna kyrkas medeltida murar bevarades till viss del och återfinns i västra korsarmen. Kyrkan uppfördes i nyklassicistisk stil och fick namnet Fasterna kyrka. 1806 hade byggnadsarbetet kommit så långt att kyrkan kunde tas i bruk och 9 november hölls första gudstjänsten där. När Fasterna kyrka var färdigbyggd revs Fasta kyrka och ligger sedan dess i ruiner. På den plats där Fasta kyrka låg står numera klockstapeln till Rånäs kapell som uppfördes 1908. Fasterna kyrka har inte förändrats nämnvärt sedan den färdigställdes. Inredningen är helt och hållet från 1800-talet. Bänkinredning, predikstol och läktare i norra, södra och västra korsarmarna är samtida med kyrkan. En renovering genomfördes 1938 under ledning av arkitekt Ärland Noreen. Bland annat gjordes en del av sittplatserna bekvämare.

## Inventarier
- Dopfunten har en fot av sandsten från äldre medeltid. Ovanpå foten vilar en musselformig skål av kalksten. Fot och skål hörde ursprungligen inte ihop. I kyrkan finns ännu en funt av sandsten som troligen har tillhört Fasta kyrka. En dopskål av driven mässing har hört till Fasta kyrka och skänktes troligen dit på 1680-talet.
- Orgeln tillverkades av P.Z. Strand och sattes upp 1834. 1938 byggdes orgeln om av Johan Westerlund då den utökades till 17 stämmor.
- Oblatasken skänktes till kyrkan av Magnus Stenbock år 1706.
- Predikstolen med tillhörande timglas är från 1800-talets första årtionde och samtida med nuvarande kyrka.
- Altaruppsatsen skänktes till kyrkan 1844. Dess oljemålning är ett verk från 1843 av professor Fredric Westin och har motivet "Kristus i Getsemane". Det skulpterade och förgyllda ramverket är utfört av Theodor Lundh.
- På norra väggen vid sakristian finns ett altarskåp från senmedeltiden.
- En korkåpa i röd sammet är från 1500-talet.
- Ett krucifix härstammar från 1300-talet och är något skadat.
- Ett stort förgyllt nattvardskärl med tillhörande paten är tillverkade 1811 av guldsmeden G. Folcker i Stockholm. I utbyte inlämnades tre gamla nattvardskärl och en oblatask. Ännu ett nattvardskärl av förgyllt silver är tillverkat i Tyskland under slutet av 1600-talet och skänkt till kyrkan 1938 vid dess återinvigning. En oblatask som tidigare har hört till Fasta kyrka är tillverkad 1706 av guldsmeden Lambrecht von der Burg i Stockholm.
- Största ljuskronan är inköpt 1843. En mindre ljuskrona, som också är mycket stor, är skänkt till kyrkan 1930. Tidigare har den hängt i Rånäs slott.
- Kyrkklockorna är från 1843 då de gamla klockorna göts om. Två av de ursprungliga klockorna är från Esterna medan åtminstone en av de båda andra är från Fasta.
- I sakristian finns en blådekorerad kakelugn från mitten av 1700-talet.